# 岡村二一
岡村 二一（おかむら にいち、1901年（明治34年）7月4日 - 1978年（昭和53年）7月9日）は、日本のジャーナリスト、実業家。東京タイムズ社初代社長。財団法人新聞通信調査会理事長。

## 来歴・人物
長野県下伊那郡竜丘村（現：飯田市）生まれ。下伊那教員養成所を修了し飯田小学校の教員となる。
1923年（大正12年）に上京し、東洋大学専門部文科を卒業。1926年萬朝報、1927年新聞連合社勤務を経て、1935年同盟通信社に入社。社会部長、編集局次長を歴任し、1941年には松岡洋右外務大臣のドイツ・イタリア・ソビエト連邦訪問に随行した。
1942年（昭和17年）、特殊法人「日本新聞會」が設立されると専務理事となり、1945年3月、持分合同にあたった日本新聞公社の専任理事に就任した。古野伊之助の片腕、側近と評される。
1946年（昭和21年）、東京タイムズ社を創立して社長。1948年、GHQから公職追放を受けたが、2年後に復帰し、会長・顧問となる。また、日本新聞協会理事会副会長、日本教育テレビ副社長なども歴任し、郵政・国語・公安の各審議会委員も担った。
1978年7月9日、肺がんのため死去。77歳没。
青年時代から文芸を志し、詩集に『幻想君臨』、『人間経』、『告別』、『戦ひの手帖』などがある。